# Dimítriosz Sztefanákosz
Dimítriosz Sztefanákosz, görögül: Δημήτριος Στεφανάκος (Kalamáta, 1936. október 19. – 2021. december 17.) válogatott görög labdarúgó, hátvéd, filmszínész.

## Pályafutása

### Klubcsapatban
1956 és 1958 között az Ilisziakósz, 1958 és 1966 között az Olimbiakósz, 1966–67-ben a dél-afrikai Rangers labdarúgója volt. Az Olimbiakósz csapatával két görög bajnoki címet és öt kupagyőzelmet ért el.

### A válogatottban
1958 és 1965 között nyolc alkalommal szerepelt a görög válogatottban.

## Filmszínészként
1958 és 1963 között hat görög mozifilmben szerepelt. Felesége Mártha Karajiáni színésznő volt.

## Sikerei, díjai
Olimbiakósz
- Görög bajnokság
  - bajnok (2): 1957–58, 1958–59
- Görög kupa
  - győztes (5): 1959, 1960, 1961, 1963, 1965

## Statisztika

### Mérkőzései a görög válogatottban
| Görögország | Görögország       | Görögország                        | Görögország    | Görögország | Görögország   | Görögország        | Görögország | Görögország |
| #           | Dátum             | Helyszín                           | Hazai          | Eredmény    | Vendég        | Kiírás             | Gólok       | Esemény     |
| ----------- | ----------------- | ---------------------------------- | -------------- | ----------- | ------------- | ------------------ | ----------- | ----------- |
| 1.          | 1958. október 1.  | Párizs, Parc des Princes           | Franciaország  | 7 – 1       | Görögország   | NEK-selejtező      | -           |             |
| 2.          | 1960. március 6.  | Ramat Gan, Nemzeti Stadion         | Izrael         | 2 – 1       | Görögország   | olimpiai selejtező | -           |             |
| 3.          | 1960. április 3.  | Athén, Leofóru Alexándrasz Stadion | Görögország    | 2 – 1       | Izrael        | olimpiai selejtező | -           |             |
| 4.          | 1960. április 24. | Athén, Leofóru Alexándrasz Stadion | Görögország    | 0 – 5       | Jugoszlávia   | olimpiai selejtező | -           |             |
| 5.          | 1960. július 3.   | Koppenhága, Idrætsparken Stadion   | Dánia          | 7 – 2       | Görögország   | barátságos         | -           |             |
| 6.          | 1961. október 17. | Belfast, Windsor Park              | Észak-Írország | 2 – 0       | Görögország   | vb-selejtező       | -           |             |
| 7.          | 1961. október 22. | Augsburg, Rosenaustadion           | NSZK           | 2 – 1       | Görögország   | vb-selejtező       | -           |             |
| 8.          | 1963. október 16. | Athén, Leofóru Alexándrasz Stadion | Görögország    | 3 – 1       | Lengyelország | barátságos         | -           |             |
|             | Összesen          |                                    |                | 8           | mérkőzés      |                    | 0           | gól         |

## Filmjei
- 1960: Sztin pórta tisz kolászeosz (gr. Στην πόρτα της κολάσεως)
- 1960: Agapúla mu (gr. Αγαπούλα μου) … Jorgosz
- 1961: Karangúna (gr. Καραγκούνα) … Dimosz
- 1962: Eszkótosza ja to pedí mu (gr. Εσκότωσα για το παιδί μου)
- 1963: O dietitísz (gr. Ο διαιτητής) … Petrosz
- 1964: Athína, óra dódeka (gr. Αθήνα, ώρα δώδεκα) … önmaga